# Vít Charous
Vít Charous (20. dubna 1954 Praha – 31. prosince 2021 Praha) byl český historik a archivář českého dokumentárního filmu a České televize.

## Život
Pocházel ze slavné, literárně činné rodiny. Jeho otec PhDr. Jaromír Charous (1921–2005) byl archivář Ústředního archivu Ministerstva vnitra, resp. Státního ústředního archivu v Praze v letech 1949-1960 a Archivní správy MV v letech 1961-1985; jeho dědeček Čeněk Charous (1899–1955) byl učitel a spisovatel, psal učebnice a knihy pro děti, stejně jako jeho manželka, Vítova babička Marie Charousová-Gardavská (1893–1967). Ekonom Lukáš Kovanda je jeho synovec.
Po absolvování základní devítileté školy v Praze 2 – Resslově ulici a gymnázia vystudoval v letech 1973–1978 historii a archivnictví na filozofické fakultě Univerzity Karlovy v Praze. V letech 1980–1989 vedl Ústřední filmový archiv (součást ÚAPF). V letech 1990–2013 byl vedoucím Archivu České televize, kde se zasloužil o digitalizaci. Na televizních pořadech o historii českého filmu spolupracoval s Karlem Čáslavským. Dále byl zaměstnán až do své náhlé smrti jako archivář ve spisovně generálního ředitelství Národního památkového ústavu v Praze.

## Dílo
Jako badatel a spisovatel se věnoval dějinám dokumentárního filmu, české a československé televize.